# معاهده چهار قدرت

معاهده چهار قدرت (به ژاپنی: 四ヵ国条約, Yonkakoku Jōyaku) معاهده ای بود که توسط ایالات متحده آمریکا، پادشاهی متحد بریتانیای کبیر و ایرلند، جمهوری سوم فرانسه و امپراتوری ژاپن در کنفرانس نیروی دریایی واشینگتن در ۱۳ دسامبر ۱۹۲۱ امضا شد. این پیمان تا حدی دنباله روی توافق‌نامه لانسینگ–ایشی بود که بین ایالات متحده و ژاپن امضا شده بود.
با معاهده چهار قدرت، همه طرفین توافق کردند که وضع موجود در اقیانوس آرام را حفظ کنند و با احترام گذاشتن به سرزمین‌های اقیانوس آرام کشورهایی که این توافق‌نامه را امضا می‌کنند، به دنبال گسترش بیشتر سرزمین و مشورت متقابل با یکدیگر در صورت اختلاف بر سر تصرفات ارضی نباشند. با این حال، نتیجه اصلی پیمان چهار قدرت خاتمه اتحاد ژاپن و بریتانیا در سال ۱۹۰۲ بود.